# 정삼각형
기하학에서 정삼각형(正三角形; 문화어: 바른삼각형; 영어: equilateral triangle)은 각 변의 길이가 모두 같은 삼각형을 말한다. 유클리드기하학이나 전통적인 기하학에서, 정삼각형의 각 각의 크기도 같으며 크기가 60°이다. 한꼭짓점에 모일 수 있는 면의 개수는 3개, 4개, 5개이다. 이는 각각 정사면체, 정팔면체, 정이십면체이다. 6개가 모이면 360°이므로 정삼각형 타일링이 되는데, 이는 360° 이하이기 때문에 정다각형 타일링을 만들 수 있으나 정삼각형 7개가 한 꼭짓점에 모인다고 가정하면 360°보다 큰 420°가 되어 면이 서로 겹쳐지기 때문에 정다면체가 될 수 없다. 당연히 정삼각형 8개 이상 모이면 역시나 360°를 초과하는 각도가 되어 면이 포개어지므로 이보다 많은 정삼각형은 한 꼭짓점에 모을 수 없다. (참고로 정각뿔과 관련된 고른 다면체는 각 면이 모두 합동인 정삼각형으로 이루어진 다면체/타일링이다).

## 성질
어떤 정삼각형의 한 변의 길이를 {\displaystyle a} 라고 하면
- 정삼각형의 넓이는 {\displaystyle A={\frac {\sqrt {3}}{4}}a^{2}}
- 정삼각형의 둘레는 {\displaystyle p=3a\,\!}
- 정삼각형의 외접원의 반지름은 {\displaystyle R={\frac {\sqrt {3}}{3}}a}
- 정삼각형의 내접원의 반지름은 {\displaystyle r={\frac {\sqrt {3}}{6}}a}
- 정삼각형의 높이는 {\displaystyle h={\frac {\sqrt {3}}{2}}a}

이다. 이 값들은 모두 피타고라스의 정리를 이용하여 얻어낼 수 있다.
- 삼각형의 성질에 의해, 정삼각형의 세 내각의 합은 180º이다. 따라서, 정삼각형의 한 내각은 60º이다.

- 정삼각형의 한 꼭짓점에서 반대편 변에 수선을 내리면 수선의 발은 그 변의 중점이 된다. 이 성질은 이등변삼각형의 성질을 이용하여 얻어낼 수 있다.

## 정삼각형의 작도
정삼각형의 작도 방법은 다음과 같다.

정삼각형의 작도

1. 한 직선 위 어떤 점을 중심으로 하는 일정 반지름의 원을 그린다.
2. 원과 직선의 두 교점을 A, B라 할 때, 점 A를 중심으로 하는 반지름이 같은 원을 하나 더 그린다.
3. 두 원의 교점과 점 B를 잇는다.

## 단위원에서의 정삼각형의 작도
위 작도법은 다른 방법으로, 이등변삼각형의 성질을 이용하여 원에 내접하는 정삼각형을 작도할 수도 있다.

## 같이 보기
- 이등변 삼각형
- 삼선형 좌표